# Potentilla mollis
Espèce
Classification phylogénétique
Potentilla mollis est une espèce de plantes à fleurs de la famille des Rosaceae.
On la rencontre notamment dans les monts Tara et Zlatibor, en Serbie.